# District Dolj
Dolj is een Roemeens district (județ) in de historische regio
Walachije, met als hoofdstad
Craiova (314.437 inwoners).
De gangbare afkorting voor het district is DJ.

## Demografie
In het jaar 2002 had Dolj 734.231 inwoners en een bevolkingsdichtheid van 99 inwoners per km².

### Bevolkingsgroepen
De Roemenen zijn in de meerderheid met meer dan 96% van de inwoners.
De grootste minderheid zijn de Roma's, met 3%.
Andere minderheden zijn de Bulgaren en Serven, die bijna de 1% halen. De Hongaarse minderheid is hier nog kleiner.

## Geografie
Het district heeft een oppervlakte van 7414 km².

## Aangrenzende districten
- Olt in het oosten
- Vâlcea in het noordoosten
- Gorj in het noorden
- Mehedinți in het westen
- Bulgarije in het zuiden

## Steden
- Craiova
- Băilești
- Calafat
- Filiași
- Segarcea
- Bechet
- Dăbuleni